# Naomi Russell (actriu)
Naomi Devosh Dechter, més coneguda pel nom artístic de Naomi Russell o Naomi, (Los Angeles, 25 de setembre de 1983) és una exactriu pornogràfica estatunidenca d'ètnia i confessió jueva.
De família jueva tradicionalista, el seu pare fou un rabí de nacionalitat israeliana i la seva mare fou eslovaca. L'agost de 2005, amb 21 anys, inicià la carrera d'actriu pornogràfica sense haver realitzat abans pràctiques de sodomia o lesbianisme. L'any 2006 realitzà la seva primera escena de sexe anal a Naomi: There's Only One. En una entrevista d'aquell mateix any manifestà que «El sexe forma part de mi com ho és per a tothom. Tinc un esperit molt lliure i m'agrada mostrar-lo».
L'any 2007, a la cerimònia de lliurament dels premis AVN, se li atorgà el premi a la millor jove estrella de l'any però no s'hi presentà. La seva absència fou molt notable ja que mai abans cap guanyador havia renunciat a la gala per a recollir el seu premi. Poc després de l'incident, i durant una entrevista amb un periodista de l'AVN, explicà que la seva absència estava relacionada amb obligacions domèstiques i que no s'adonà de la transcendència del fet. També explicà en aquella mateixa entrevista fins a quin punt el porno li havia servit per a descobrir la sodomia i el plaer que li proporcionava, la seva trajectòria dins i fora de la pornografia, el seu amor pel safisme i el seu ressentiment cap als qui criticaven la seva pèrdua de pes després de guanyar-ne quan entrà la món del cinema pornogràfic tot i ser més aviat esvelta i atlètica.
Arran de les mesures abundants de les seves natges fou anomenada «Booty Naomi». L'any 2010 enregistrà el seu darrer tall de cinema per a adults, malgrat que es publicaren obres seves en anys posteriors. L'any 2012 anuncià la seva retirada definitiva.

## Premis i reconeixements
- Premis AVN 2007 - Millor jove estrella de l'any[5]
- Premis AVN 2007 - Millor punt de vista d'una escena de sexe, per Jack's POV 2 (ex-aequo amb Tommy Gunn)[5]